# Omar Bradley
Omar Nelson Bradley (12 de febrero de 1893 - 8 de abril de 1981) fue un militar estadounidense, el último general del ejército (general de cinco estrellas) del Ejército de los Estados Unidos.

## Biografía

### Inicios y carrera militar
Hijo de John Smith Bradley y Sarah Elizabeth Bradley. En su juventud fue un destacado jugador de béisbol. Se casó con Mary Quayle. Se graduó en 1915 de la Academia Militar de West Point y se encargó de labores administrativas. Su ascenso fue rápido y alcanzó el puesto de teniente 17 meses después de salir de la academia. Cuando los Estados Unidos entraron en la Primera Guerra Mundial (1917), Bradley fue ascendido al rango de capitán y destinado del 14.º Regimiento de Infantería. Este regimiento fue enviado a vigilar las minas de Montana, no al combate. Justo cuando iba a ser destinado a Europa, la firma de la paz evitó su envío al frente europeo.
En el período de entreguerras, Omar Bradley fue profesor en la Escuela de Infantería de la Academia Militar de Estados Unidos. Aun en este cargo, los altos mandos lo respetaban y eran sabedores de sus conocimientos tácticos.

## Segunda Guerra Mundial

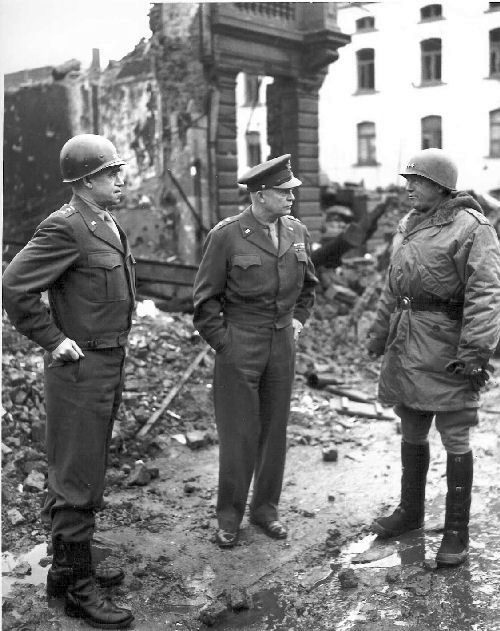
Bradley, Eisenhower y Patton.

Cuando comenzó la Segunda Guerra Mundial, Bradley era comandante de la Escuela de Infantería y asumió el mando de una de las divisiones que se entrenaban en su Academia.
Bradley fue uno de los principales comandantes aliados en África del Norte y en Europa durante la Segunda Guerra Mundial. 
Fue muy apreciado por Eisenhower debido a su tacto, discreción, dedicación y su personalidad sincera que contrastaba fuertemente con la personalidad problemática del general George Patton.  No obstante, la tranquila y criteriosa personalidad de Bradley se complementó con la apasionada de Patton y establecieron estrechos lazos de amistad, relación que no estuvo exenta de roces por el exceso de celo y la falta de tacto de Patton. A pesar de ello y de que era uno de sus grandes amigos, fue muy crítico con la planificación de sus operaciones, tanto en Sicilia como en Europa; asimismo, fue un biógrafo fidedigno de Patton (Historia de un soldado).
En 1943, Bradley sirvió en el norte de África bajo las órdenes de George S. Patton, participó en la batalla de El Guettar durante la campaña de Túnez y lideró al II Cuerpo del Ejército en la invasión de Sicilia. En 1944, Bradley participó en el desembarco de Normandía, comandando a las fuerzas que desembarcaron en las playas Utah y Omaha. Se opuso a la operación Market Garden promovida por Montgomery, que finalmente fue un desastre aliado, y participó en la batalla de las Ardenas. En 1945, rompió las defensas alemanas e irrumpió en el valle del Ruhr, capturando 300 000 soldados en la llamada bolsa del Ruhr. Al final de la guerra en Europa, Bradley mandaba a más de un millón trescientos mil soldados.

## Postguerra
En 1949 fue nombrado Presidente del Estado Mayor Conjunto, siendo el primero en ocupar el cargo. El 22 de septiembre de 1950 fue ascendido a General de Ejército. Participó en la guerra de Corea. 
Bradley se retiró del servicio activo en 1953 y emprendió actividades comerciales, una de las cuales fue encabezar la compañía de los afamados relojes Bulova durante quince años.
Falleció el 8 de abril de 1981 en Nueva York de una arritmia cardíaca, pocos minutos después de recibir un premio del Instituto Nacional de Ciencias Sociales. Está enterrado en el Cementerio Nacional de Arlington, junto a sus dos esposas.